# Claudio Lolli
Claudio Lolli (Bologna, 28 marzo 1950 – Bologna, 17 agosto 2018) è stato un cantautore e scrittore italiano.
Considerato fra i cantautori italiani più impegnati, ha inciso una ventina di album nell'arco di una trentina d'anni. In essi ha toccato, oltre ai temi politici 'classici' della sua generazione,  problematiche esistenziali (Un uomo in crisi. Canzoni di morte. Canzoni di vita) e tematiche sociali e culturali (Ho visto anche degli zingari felici). Oltre che cantautore, Lolli è stato anche scrittore e poeta, e, dagli anni ottanta, professore liceale. Tra i riconoscimenti nazionali ricevuti, vi sono il Premio Ciampi, il Premio Lunezia e la Targa Tenco.

## Biografia

### L'infanzia e l'adolescenza
Lolli nacque a Bologna il 28 marzo 1950 da una famiglia piccolo-borghese, classe sociale che sarà l'oggetto della sua critica in diverse delle sue canzoni, come in Borghesia ("Di disgrazie puoi averne tante, per esempio una figlia artista, oppure un figlio non commerciante, o peggio ancora uno comunista... Vecchia piccola borghesia, vecchia gente di casa mia"), oppure in Quando la morte avrà, canzone dedicata al padre, descritto come ottuso, severo e indisponente, benché citato con rimpianto (la figura del padre tornerà spesso anche in altri testi). 
Da giovane si appassiona ai Beatles, e, poeticamente, alla Beat Generation, di cui apprezza Ginsberg, Ferlinghetti e Corso. Durante il liceo inizia a scrivere le prime canzoni, che riuscirà a far ascoltare a Francesco Guccini, grazie all'amicizia con Piero Guccini. «Quando un adolescente c'ha per mano una chitarra [...] che cosa può fare se non scrivere delle poesie, delle canzoni, dei racconti...»

### Gli esordi
Le sue prime esperienze musicali avvengono all'Osteria delle Dame, di Bologna, nei primi anni Settanta. I testi delle sue canzoni di quel periodo tratteggiano squarci di vita ordinaria e quotidiana. Si accompagna con la chitarra, usando a volte la tecnica del fingerpicking. La sua è "una voce da regno dei più o da festival del sottosuolo... così piena di granchi, di ragni, di rane e di altre cose un po' strane", così come è stata da lui stesso definita, in un suo pezzo del 1977 intitolato Autobiografia industriale.
Sarà proprio Francesco Guccini a introdurlo alla EMI Italiana, l'etichetta che pubblicherà i suoi primi 4 LP, dal 1972 al 1976. Il primo disco, Aspettando Godot (1972), arrangiato da Marcello Minerbi, si rifà alle sonorità dello stesso Guccini, a Fabrizio De André e, in alcuni pezzi (Quello che mi resta o Quanto amore), ai cantautori francesi degli anni cinquanta.

Lolli negli anni '70

Pur con le ingenuità tipiche di ogni opera prima, emergono alcune tematiche caratteristiche dei dischi successivi di Lolli: l'impegno politico (in Borghesia e in Quelli come noi), il disagio esistenziale (ne L'isola verde o in Quanto amore), la critica all'istituzione familiare (in Quando la morte avrà, dedicata al padre), l'anticlericalismo (ancora in Quelli come noi), Il senso della vita (che da il titolo all’album). Il disco riesce ad attrarre l'attenzione sul giovane cantautore: alcune sue canzoni, come Michel (dedicata ad un vecchio amico francese), o Borghesia, vengono spesso trasmesse per radio all'interno di trasmissioni dedicate alle nuove proposte. 
Il disco successivo, Un uomo in crisi. Canzoni di morte. Canzoni di vita (1973), ricalca nelle atmosfere il precedente. Emerge la vena 'politica' con Quello lì (compagno Gramsci), che racconta Antonio Gramsci ancora studente, a Torino, visto con gli occhi di un suo vicino di casa, Morire di leva che denuncia la vergogna dei soldati di leva suicidi, perché vittime del nonnismo, ed Hai mai visto una città, che riflette sul disagio della vita nelle periferie-dormitorio. I momenti più personali sono contenuti, in particolare, all'interno di La guerra è finita, che descrive i condizionamenti familiari, e i disagi psicologici che questi possono provocare, e di Un uomo in crisi. Musicalmente l'album vede la partecipazione di Andrea Carpi, Piero Guccini  e Stefan Grossman alle chitarre. 
Il disco successivo, Canzoni di rabbia (1975), si avvale degli arrangiamenti di Ettore De Carolis, che modifica gli arrangiamenti ormai usuali delle canzoni di Lolli, aggiungendo le percussioni di Giorgio Battistelli alle chitarre di Roberto Picchi e dello stesso Lolli. Dal punto di vista compositivo, le tematiche si ripetono, e se Prima comunione approfondisce la critica anticlericale, e Vent'anni il disagio esistenziale, è presente anche la denunzia antimilitarista di Al milite ignoto: da segnalare anche Dalle capre, una delle poche canzoni della musica italiana che descrive la vita in carcere.

### L'affermazione
L'anno successivo (1976) viene pubblicato il suo album di maggior successo Ho visto anche degli zingari felici. Grazie alle radio libere che stanno nascendo in tutta Italia, l'album ottiene una grande risonanza, complice lo stretto legame con l'attualità di allora: la strage dell'Italicus e la conseguente reazione della sinistra italiana. È un lavoro molto curato: il titolo del disco (e dell'omonima canzone in esso contenuta) è una citazione dell'omonimo film jugoslavo di Aleksandar Petrović, del 1967. Nell'ultima parte del brano vi sono quattro strofe di tre versi ciascuna, che costituiscono una libera rielaborazione dal testo di Peter Weiss Cantata del fantoccio lusitano.
Il disco nacque musicalmente dalla collaborazione di Lolli con il Collettivo Autonomo Musicisti di Bologna, composto da Adriano Pedini (ex batterista del gruppo beat psichedelico I Tubi Lungimiranti) alla batteria, Roberto Costa al basso, Roberto Soldati alle chitarre e Danilo Tomasetta al sax e al flauto.

### Le alterne vicende discografiche
Nonostante il successo, che porta Lolli tra l'altro ad effettuare un lungo tour con gli stessi musicisti del disco, il cantautore decide di non rinnovare il contratto con la EMI Italiana e di passare alla Ultima Spiaggia, casa discografica alternativa fondata due anni prima da Nanni Ricordi. Nel settembre del 1977 esce il disco successivo, Disoccupate le strade dai sogni, anch'esso strettamente legato all'attualità, in particolar modo ai fatti di Bologna dell'11 marzo 1977 e alla morte di Francesco Lorusso.
Il disco, forse perché musicalmente più difficile, forse perché non distribuito adeguatamente (i mezzi non erano certo quelli della EMI), non riscuote il successo del precedente. Lolli pensa alla pubblicazione di un disco dal vivo, ma Ultima Spiaggia fallisce e il progetto viene accantonato. In quegli anni partecipa alla realizzazione dell'album collettivo L'Eliogabalo (opera di Emilio Locurcio) come voce narrante, pubblicato nel 1977.
Il cantautore, accantonati i progetti con la casa discografica Ultima Spiaggia, decide quindi di ritornare alla EMI e, nell'aprile 1980, viene pubblicato Extranei, disco che raccoglie canzoni con testi più 'liberi', non strettamente legati all'attualità, e che risulta interessante per gli arrangiamenti, curati da Bruno Mariani e Danilo Tomasetta (tranne la canzone Il ponte arrangiata da Roberto Costa).
Il disco successivo, Antipatici antipodi, è nuovamente prodotto dalla EMI, ed esce nel marzo 1983. La copertina è disegnata da Andrea Pazienza e contiene una canzone dal titolo Notte americana. Lolli partecipa alla trasmissione Azzurro, una gara estiva tra squadre di cantanti in onda sulla RAI. Il cantautore fa parte, insieme ad altri artisti della sua casa discografica (le due capitane, Alice e Nada, Franco Battiato, Lu Colombo, Garbo, Richie Havens, Giusto Pio e Peter Tosh), della squadra "Farfalla Rosa", che si aggiudica la vittoria.
Oltre che per Notte americana, il disco è interessante per brani come L'uomo a fumetti, Villeneuve, dedicato al celebre pilota automobilistico morto da poco, Formula uno, su testo di Roberto Roversi, e Non voglio mettermi il pigiama, su testo dello scrittore Claudio Piersanti. Per la stagione 1983-1984 allestisce con Gian Piero Alloisio lo spettacolo Dolci promesse di guerra (documentato da un bootleg ma non da dischi ufficiali), in cui i due, oltre a eseguire i loro brani più celebri, si scambiano due canzoni e interpretano insieme Come un dio americano di Lolli.
Il cantautore bolognese nel frattempo si è laureato in lettere, e inizia la sua attività di professore di liceo. Ma non abbandona la musica: scrive alcune canzoni per un album tematico sul cinema, ossia Keaton, La fine del cinema muto, Via col vento, Ballando con una sconosciuta. Il progetto viene accantonato, tuttavia le canzoni vedono ugualmente la luce, anche se in tempi e modi diversi: Keaton verrà pubblicata da Francesco Guccini nel 1987 in Signora Bovary, con alcune modifiche al testo che gli consentono di co-firmarla (anni dopo la inciderà Lolli stesso nell'album Viaggio in Italia); Ballando con una sconosciuta viene incisa, sempre da Guccini, nel 1990, in Quello che non...; le altre due canzoni compariranno nel nuovo disco dell'autore, Claudio Lolli, che la EMI pubblica nel 1988, insieme ad altri brani come Adriatico e Aspirine, caratterizzati da una maggiore leggerezza musicale. Le note di questo album sono di Stefano Benni. Il disco, però, passa inosservato, al punto che molti pensano che Lolli si sia ritirato dalle scene musicali. Nel 1991 scrive il testo per la canzone Segreteria telefonica degli Stadio, contenuta nell'album Siamo tutti elefanti inventati (musica di Gaetano Curreri).

### La seconda vita artistica
Negli anni novanta album come Nove pezzi facili (antologia con tre inediti, tre nuove versioni di vecchi brani e tre canzoni in versione originale), Intermittenze del cuore e Viaggio in Italia (prodotto da Mimmo Locasciulli) lo riportano all'attenzione del pubblico. Dal 1993 ricomincia a fare spettacoli, col solo accompagnamento del maestro Paolo Capodacqua alla chitarra classica elettrificata, in cui spazia nel suo vastissimo repertorio. Nel 1997 nasce una collaborazione con Enrico Capuano. Dopo una serie di concerti in abbinata, esce (con la THM/Tide Records, diretta da David Petrosino e Capuano stesso) l'album dal titolo Intermittenze del cuore. Nel 1998 Lolli riceve il Premio Piero Ciampi "alla carriera", importante riconoscimento alla sua attività di cantautore. Nel 1999 partecipa all'album Il ponte dei maniscalchi di Luca Bonaffini, scrivendo due brani con lui (La protesta e l'amore e Qualcosa di più) e interpretando un monologo sulle apocalissi scampate del Novecento.
Il 2000 è l'anno di Dalla parte del torto, forse uno dei dischi più significativi di questo periodo della sua carriera. Il titolo nasce da una frase di Bertolt Brecht, citata nell'interno della copertina "...dato che tutti gli altri posti erano già occupati, ci siamo seduti dalla parte del torto". L'album contiene canzoni nuove, come Nessun uomo è un uomo qualunque, una delle più belle della sua produzione, il brano che dà titolo all'album, e Il mondo è fatto a scale, dal ritmo orecchiabile e dal testo ironico, e alcuni pezzi storici riarrangiati.
Tra questi ultimi è sicuramente da citare Borghesia, qui proposta insieme ai Gang, che, come sostiene Lolli, ai concerti viene anche completamente stravolta nel suo significato: negli ultimi due versi ("Vecchia piccola borghesia, vecchia gente di casa mia / per piccina che tu sia il vento un giorno ti spazzerà via"), viene inserito un "forse" tra le parole "il vento" e "ti spazzerà", che, dopo quasi trent'anni, tramuta il senso di certezza e di possibile speranza di allora in un dubbio non lontano dalla rassegnazione del presente: "Vecchia piccola borghesia, [...] il vento un giorno... forse... ti spazzerà via".
Negli anni successivi Lolli porta avanti anche la sua attività di scrittore, sia di prosa che di poesia. A Bologna, dall'Associazione Casa dei pensieri e dall'Asppi, riceve, nelle manifestazioni culturali del Comune, il Premio Oliviero Parma 2005 per i suoi testi di rimarchevole intensità poetica. Nel 2005 scrive una prefazione, intitolata Gli slittamenti del giovane Elle, al libro di Lauro Venturi L'educazione sentimentale del manager (Guerini, 2005), intervenendo dal vivo, insieme a Paolo Capodacqua e all'attore Ugo Dighero, all'adattamento teatrale del romanzo, andato in scena nell'autunno del 2006, all'interno del congresso sulle tematiche formative L'orto delle competenze.

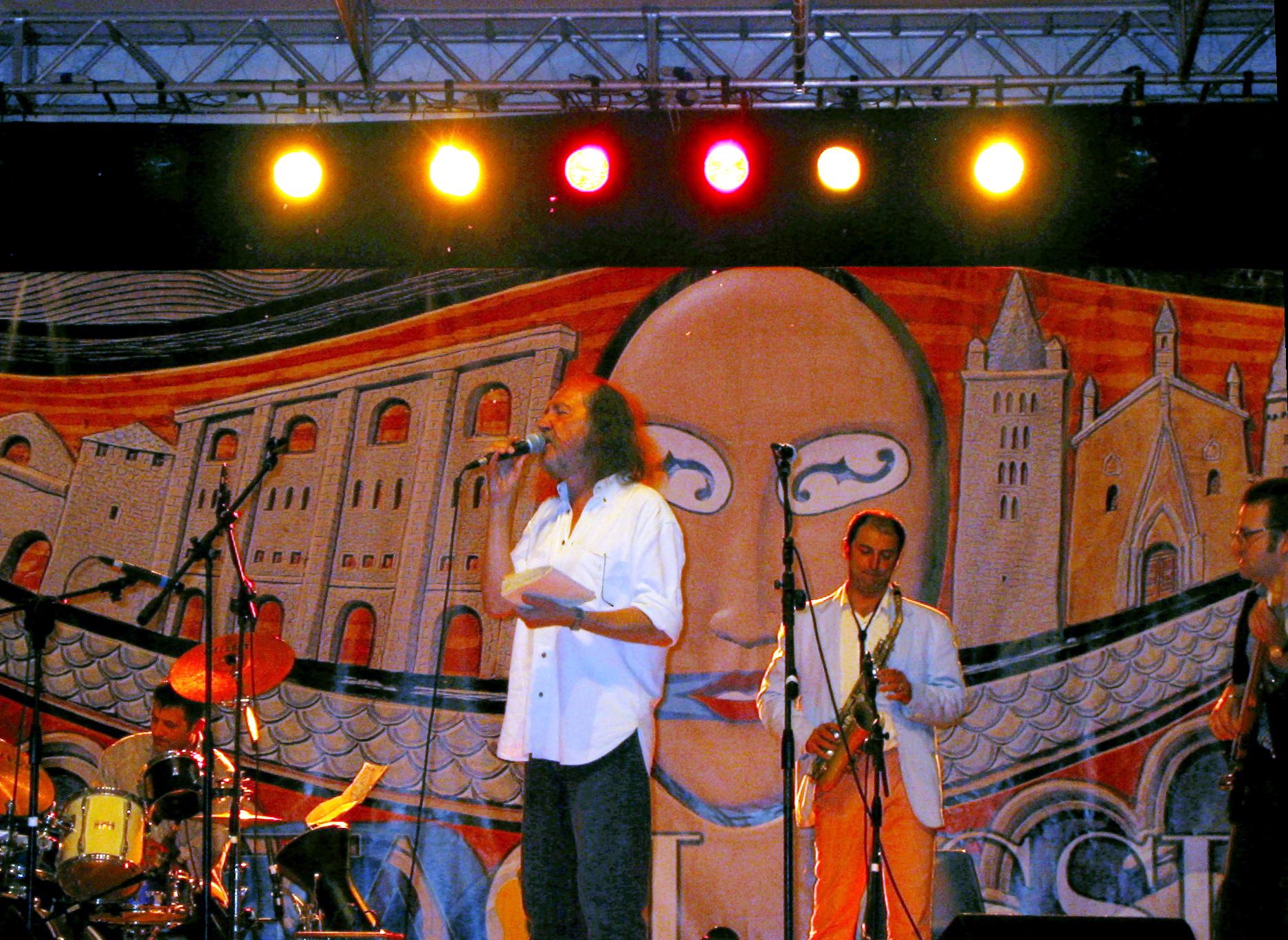
Lolli in concerto nel 2005

Tra il 2002 e il 2007 gira l'Italia, proponendo, nei suoi concerti, una rivisitazione dell'album Ho visto anche degli zingari felici assieme alla band calabrese Il Parto delle Nuvole Pesanti. Nel 2006 esce un nuovo disco composto da soli inediti, La scoperta dell'America; l'anno successivo partecipa alla realizzazione del secondo album di Andrea Parodi, Soldati, cantando nel brano Per non sentirsi soli.
Nel 2008 Luca Carboni lo omaggia, realizzando insieme a Riccardo Sinigallia una cover della seconda parte di Ho visto anche degli zingari felici nel suo album Musiche ribelli. La canzone ha un accompagnamento video che vede la partecipazione, oltre che degli autori, dello stesso Lolli. Il 25 aprile 2009 è uscito il nuovo album, Lovesongs, rivisitazione delle più belle canzoni d'amore del cantautore,  accompagnato dall'ormai fedele chitarrista Paolo Capodacqua e dal sassofonista Nicola Alesini. Il 1º maggio 2010 suona al Concerto del Primo Maggio, iniziando la sua esibizione con Primo maggio di festa.
Il 25 settembre 2010 suona al Forum Sociale Antimafia del Nord, dopo la manifestazione per ricordare Peppino Impastato e l'intitolazione della biblioteca di Ponteranica. Il 19 luglio 2012 si esibisce a Brolo in un grande raduno per ricordare Paolo Borsellino, assieme a numerosi volti dello spettacolo e della canzone italiana. Il 29 agosto 2012, dopo il successo del Raduno del Sud di Brolo, ritorna in Sicilia cantando al Lido dei Ciclopi di Acitrezza, un bene confiscato alla mafia.
Nel 2012 gli viene assegnato il riconoscimento alla carriera "Amilcare Rambaldi", nel corso della 1^ "Rassegna della Storica e Nuova Canzone d'Autore" di La Spezia, organizzata dall'associazione culturale musicale Aspettando Godot.
Il 13 luglio 2013 si tiene il Raduno Concerto Nazionale Claudio Lolli edizione 2013, realizzato a Monterotondo (Roma).
Nella quarta serata del Festival di Sanremo 2014 Riccardo Sinigallia interpreta la sua Ho visto anche degli zingari felici in coppia con Paola Turci e Marina Rei.
Il 16 aprile 2014 è tra gli ospiti di We Love Freak, un concerto in onore di Roberto "Freak" Antoni, morto il 12 febbraio 2014; canta Angolo B, brano scritto con Dandy Bestia e Freak Antoni (contenuto in Rarities) accompagnato dagli Skiantos, e condivide il palco con Eugenio Finardi, Luca Carboni, Marco Carena, i Powerillusi, Omar Pedrini, Paco D'Alcatraz, Johnson Righeira e molti altri grandi artisti della musica leggera italiana
A marzo 2017 pubblica il nuovo album, intitolato "Il grande freddo", oggetto di un crowdfunding lanciato via web, che vince la Targa Tenco nella categoria "Miglior disco dell'anno in assoluto".
Muore il 17 agosto 2018 all'età di 68 anni dopo un improvviso malore.

## Lolli e la politica
Molto presente nelle canzoni del cantautore bolognese è l'impegno politico – Lolli era comunista ma non del partito di cui era segretario Enrico Berlinguer –, che si esprime attraverso musiche e linguaggi complessi. Ne è un esempio il famosissimo album del 1977 "Disoccupate le strade dai sogni", contenente canzoni che hanno come argomento chiave le tensioni politico-sociali; tra di esse: Incubo numero zero (sulla morte della fondatrice del gruppo armato tedesco RAF, Ulrike Meinhof, e la repressione del movimento del Settantasette), La socialdemocrazia e I giornali di marzo (incentrata sulla morte di un militante di Lotta Continua, Francesco Lorusso, che riprende brani tratti dai quotidiani dell'epoca).
«Gli uomini sono scesi a terra già in assetto da campagna,

prudenza delle forze dello Stato,

hanno replicato con lanci a ripetizione di candelotti lacrimogeni,

è stato centrato alla schiena cadendo immediatamente»

(da I giornali di marzo)
Il forte messaggio politico relativo ai "Movimenti" del 1968 e del 1977 in particolare, e le tensioni sanguinose fra i militanti della sinistra, della destra extraparlamentare e lo Stato durante tutti gli anni '70, compare non solo nel sopracitato Disoccupate le strade dai sogni, ma anche in canzoni come Borghesia, di cui critica l'inerzia qualunquistica, o come Agosto e Piazza, bella piazza  in cui ricorda l'attentato dell'Italicus, avvenuto il 4 agosto 1974 ("Piazza, bella piazza, ci passò una lepre pazza... / E fu il giorno dello stupore / e fu il giorno dell'impotenza, / si sentiva battere il cuore, / di Leone avrei fatto senza, / si sentiva qualcuno urlare / solo fischi per quei maiali, / siamo stanchi di ritrovarci / solamente a dei funerali"), o La ballata del Pinelli (composta da Pino Masi, Joe Fallisi e alcuni esponenti anarchici), dedicata alla figura di Giuseppe Pinelli, ferroviere anarchico, morto "precipitando" da una finestra della Questura di Milano, dove era stato portato per essere interrogato, il 16 dicembre 1969, a seguito della bomba esplosa alcuni giorni prima nella sede della Banca Nazionale dell'Agricoltura, in Piazza Fontana.
Nel suo canzoniere si possono ritrovare anche riferimenti a eventi di politica estera, come nella canzone Primo maggio di festa: contenuta nel LP Ho visto anche degli zingari felici, uscito nel 1976, nella quale celebra la fine della guerra nel Vietnam, e l'ingresso delle truppe nordvietnamite vittoriose a Saigon il 30 aprile 1975, ma nella quale inserisce anche un accenno a quello successivo del 1º maggio 1975, segnato da un personale evento doloroso, ovvero la morte del padre.)
«Primo maggio di festa oggi nel Vietnam

e forse in tutto il mondo,

primo maggio di morte oggi a casa mia

ma forse mi confondo»

(da Primo maggio di festa)

## L'interesse per la cultura musicale del Regno Unito e del Nord America
Lolli dimostra già da giovane un forte interesse per la cultura musicale statunitense e del Regno Unito. Appassionato dei Beatles, dichiara orgogliosamente di possederne tutti i dischi:
(Omaggio a Piero Guccini)

## Riconoscimenti
- Premio alla carriera, Premio Ciampi, Livorno 1998
- Targa Tenco 2017 come miglior album dell'anno per Il grande freddo
- Premio Civilia alla Canzone d'autore consegnato il 9 aprile 2016 a Bologna dall'Associazione Salentina "Civilia - Cultura, parole e musica"
- Riconoscimento alla carriera con il Premio Amilcare Rambaldi, consegnato il 31 marzo 2012 a La Spezia in occasione della prima edizione della Rassegna Storica e Nuova canzone d'Autore, organizzata dall'associazione culturale musicale Aspettando Godot[14].
- Premio Durruti, consegnato il 3 maggio 2012[15].
- Premio Via del Campo, consegnato il 14 febbraio 2009 a Genova[16]. La motivazione recita: "Ha tenuto insieme poesia e musica, una caratteristica fondamentale di Fabrizio De André"
- Premio Oliviero Parma 2005 alla carriera a Claudio Lolli, poeta. Promosso da ASPPI, Casa dei pensieri, Comune di Bologna-Bologna BE
- Premio Lunezia alla carriera consegnato il 16 ottobre 2017

## Discografia

### Album in studio
- 1972 – Aspettando Godot
- 1973 – Un uomo in crisi. Canzoni di morte. Canzoni di vita
- 1975 – Canzoni di rabbia
- 1976 – Ho visto anche degli zingari felici
- 1977 – Disoccupate le strade dai sogni
- 1980 – Extranei
- 1983 – Antipatici antipodi
- 1988 – Claudio Lolli
- 1992 – Nove pezzi facili [brani inediti, rieseguiti e già editi]
- 1997 – Intermittenze del cuore
- 1998 – Viaggio in Italia [brani inediti, rieseguiti e già editi]
- 2000 – Dalla parte del torto
- 2004 – Rumore rosa
- 2006 – La scoperta dell'America
- 2009 – Lovesongs [brani editi rieseguiti]
- 2017 – Il grande freddo

### Album dal vivo
- 2002 – La terra, la luna e l'abbondanza
- 2003 – Ho visto anche degli zingari felici
- 2005 – La via del mare
- 2017 – Frequenze al teatro Galliera 22/05/2014

### Raccolte
- 1995 – Piazza... strade... sogni
- 2001 – Collezione
- 2004 – Made in Italy
- 2005 – Studio collection
- 2007 - Solo grandi successi
- 2007 – The Best Platinum Collection

### Singoli
- 1972 – Aspettando Godot/Michel
- 1973 – Un uomo in crisi/La guerra è finita
- 1977 – Analfabetizzazione/I giornali di marzo

## Libri

### Opere
- L'inseguitore Peter H., Ancona, Il lavoro editoriale, 1984. ISBN 88-7663-035-X.
- Giochi crudeli, Ancona-Bologna, Transeuropa, 1990. ISBN 88-7828-034-8; con prefazione di Francesco Guccini, Milano, Feltrinelli, 1992. ISBN 88-07-81191-X.
- Nei sogni degli altri, Venezia, Marsilio, 1995. ISBN 88-317-6069-6
- Antipatici antipodi. 1972-1997, Firenze, City lights Italia, 1997.
- Rumore rosa, con CD con musiche di Paolo Capodacqua, Roma-Viterbo, Stampa Alternativa/Nuovi equilibri, 2004. ISBN 88-7226-827-3.
- Lettere matrimoniali, Roma-Viterbo, Stampa Alternativa/Nuovi equilibri, 2013. ISBN 88-6222-365-X; Milano, Laurana, 2016. ISBN 978-88-98451-46-3.
- Disoccupate le strade dai sogni. I testi delle canzoni, le note a margine, le fotografie, tutta la storia di uno dei maggiori cantautori italiani, raccolta per la prima volta in un libro, Firenze, Goodfellas, 2018, ISBN 978-88-99770-12-9.

### Prefazioni e note
- Gianni D'Elia, Infernuccio itagliano, Ancona, Transeuropa, 1988. ISBN 88-7828-011-9.
- Milena Magnani, Delle volte il vento, Firenze, Vallecchi, 1996. ISBN 88-8252-064-1.
- Giuseppe Pantaleo, L'atlante di Kublai, Luco dei Marsi, Aleph, 1998.
- Giovanni Bogani, L., Sesto Fiorentino, Apice libri, 1998; Città di Castello, Edimond, 1999.
- Maurizio Esposito, Poesie di notte, Soveria Mannelli, Calabria letteraria, 2002.
- Giorgio Cracco, Acrostici silenzi, Castel Maggiore, Book, 2003. ISBN 88-7232-465-3.
- Tudor Arghezi, Poesie, tradotte da Salvatore Quasimodo, a cura di Marco Dotti, Viterbo, Stampa Alternativa, 2004. ISBN 88-7226-787-0.
- Maurizio Mattiuzza, L'inutile necessitâ(t), Udine, Kappa Vu, 2004.
- Stanislao Donadio, La mandibola comunista, Cosenza, Orizzonti meridionali, 2005. ISBN 88-89064-23-4.
- Lauro Venturi, L'educazione sentimentale del manager. Il valore delle radici, Milano, Guerini, 2005. ISBN 88-8335-695-0.
- Dario Bertini, Distilleria di contrabbando, Pavia, Cardano, 2009. ISBN 978-88-88936-45-1.
- Maurizio Centi, Fuori dalla tana, Torre del Greco, Creativa, 2010. ISBN 978-88-96824-09-2.
- Giacinto Conte, Il bambino mammitico, Livorno, Valigie rosse, 2013. ISBN 978-88-906226-7-0.
- Ottorino Andreose, Non solo nostalgia..., Padova, il Torchio, 2015. ISBN 978-88-98669-37-0.

## Filmografia
- Disamistade, regia di Gianfranco Cabiddu (1988) [collaborazione alla sceneggiatura]
- Claudio Lolli. Salvarsi la vita con la musica, regia di Salvo Manzone (2002) [documentario su Lolli]
- Io e la mia sedia, regia di Angelo Amoroso D'Aragona (2011) [documentario, partecipazione][17]